# Classica (album)
Classica è il terzo album in studio del gruppo musicale progressive death metal/gothic metal italiano Novembre, pubblicato nel 2000.

## Tracce
1. Cold Blue Steel – 5:25
2. Tales from a Winter to Come – 5:40
3. Nostalgiaplatz – 4:31
4. My Starving Bambina – 4:50
5. Love Story – 4:41
6. L'Epoque Noire March the 7th 12973 A.D. – 4:45
7. Onirica East – 6:29
8. Foto Blu Infinito – 4:18
9. Winter 1941 – 6:36
10. Outro/Spirit of the Forest (Tales...Reprise) – 2:57

## Formazione
- Carmelo Orlando - chitarra, voce
- Giuseppe Orlando - batteria
- Massimiliano Pagliuso - chitarra
- Alessandro Niola - basso